# Cuesta

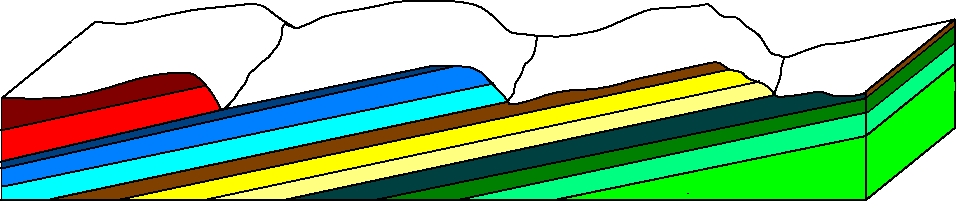
Perfil transversal de tres cuestas, con el buzamiento hacia la izquierda y con los estratos formados por rocas más resistentes en colores más oscuros que en las más débiles.

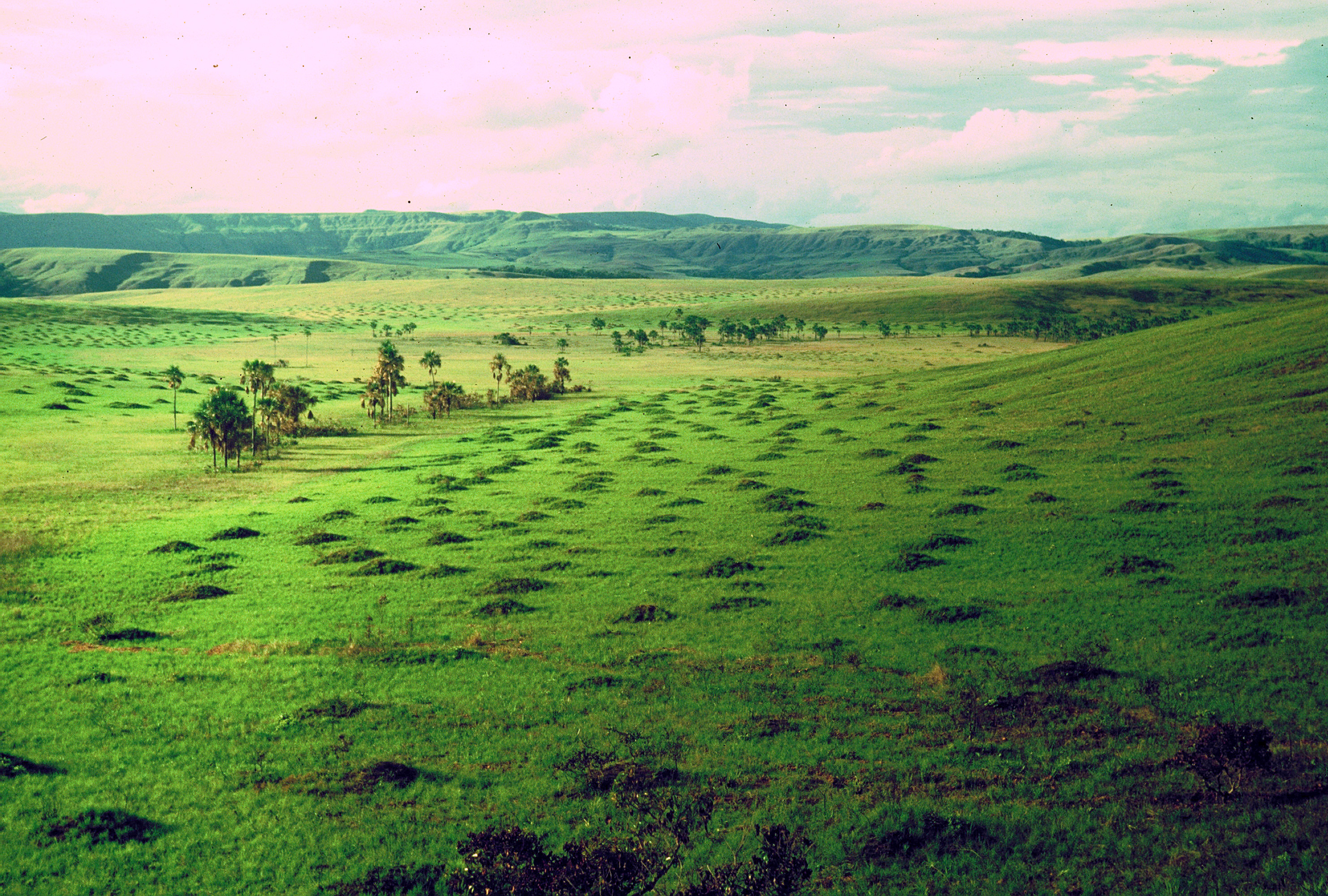
Paisaje de cuestas en la Gran Sabana (Venezuela). Los montículos son termiteros, la mayoría de ellos abandonados.

Una cuesta es una forma de relieve producido por la erosión en aquellas partes donde los terrenos sedimentarios tienen sus capas ligeramente inclinadas. Estas presentan dos lados: un talud frontal y en la dirección opuesta un dorso de cuesta de menor pendiente y concordante con el buzamiento o inclinación de la cuesta. El Escarpe del Niágara (Niagara Escarpment), en los Estados Unidos, es un buen ejemplo de cuesta.

## Formación
La formación de una cuesta supone la existencia de una cuenca sedimentaria de capas alternativamente duras y blandas, todas ellas ligeramente inclinadas. La excavación de esas capas por la erosión en una dirección transversal respecto al sentido de la pendiente da entonces lugar a la formación de un relieve caracterizado por la existencia de un frente, talud abrupto de perfil cóncavo que se yergue sobre la depresión subsecuente, excavada por la erosión en la capa blanda subyacente; una capa dura superior que corona el talud en forma de cornisa; un reverso, meseta ligeramente inclinada en la dirección opuesta a la del frente.
Todo valle que desciende en el sentido del reverso (o sea en el de las capas o estratos) se califican como cataclinal, mientras que el valle que baja en la misma dirección del frente es anaclinal. Un curso de agua que discurre en el mismo sentido de la pendiente cataclinal excava un valle consecuente, mientras que los afluentes perpendiculares al mismo dan valles subsecuentes u ortoclinales. 
En ciertas partes, el frente presenta una mayor resistencia a la erosión y al retroceder por efecto de la misma, abandona un cerro isla (también llamado cerro testigo), rematado por la misma roca dura que constituye el reverso de la cuesta. Una misma cuenca puede presentar una sucesión de cuestas más o menos numerosas. Cuando el buzamiento de la cuesta es muy fuerte, se llama hogback, término de origen inglés que se usa internacionalmente en los campos de la geología y geomorfología.